# Округ Хауард (Тексас)
Округ Хауард (енгл. Howard County) је округ у америчкој савезној држави Тексас. По попису из 2010. године број становника је 35.012.

## Демографија
Према попису становништва из 2010. у округу је живело 35.012 становника, што је 1.385 (4,1%) становника више него 2000. године.
| Група             | 2000.          | 2010.          |
| Белци             | 19.096 (56,8%) | 18.801 (53,7%) |
| Афроамериканци    | 1.390 (4,1%)   | 2.181 (6,2%)   |
| Азијати           | 199 (0,6%)     | 267 (0,8%)     |
| Хиспаноамериканци | 12.597 (37,5%) | 13.255 (37,9%) |
| Укупно            | 33.627         | 35.012         |